# Omicron (film, 1963)
Pour les articles homonymes, voir Omicron.
Pour plus de détails, voir Fiche technique et Distribution.
Omicron est un film italien réalisé par Ugo Gregoretti, sorti en 1963.

## Synopsis
Au XXe siècle, un extraterrestre dénommé Omicron est envoyé sur la Terre afin de préparer une invasion. Il « s'installe » dans le corps d'un ouvrier prénommé Angelo, lequel travaille dans une grosse entreprise d'automobiles de la ville de Subalpia (en fait la ville de Turin) en Italie. Feignant d'accepter d'abord la discipline humaine, il s'humanise et finit par se rebeller. Le but ultime de cet extraterrestre est l'installation de ses compatriotes sur la Terre,,.

## Fiche technique
- Titre : Omicron
- Réalisation : Ugo Gregoretti
- Scénario : Ugo Gregoretti
- Photographie : Carlo Di Palma
- Montage : Nino Baragli
- Musique : Piero Umiliani
- Décors : Carlo Gentili
- Producteur : Franco Cristaldi
- Société de production : Lux Film, Ultra Film, Vides Cinematografica
- Société de distribution : Paramount Pictures
- Pays d'origine :  Italie et  France
- Langue : Italien
- Format : Noir et blanc — 35 mm — 1,85:1 — Son : Mono
- Genre : Comédie, Film de science-fiction
- Durée : 102 minutes
- Dates de sortie : 
  - septembre 1963 : Festival de Venise
  - 7 février 1964 : sortie nationale italienne

## Distribution
- Renato Salvatori : Omicron / Angelo
- Rosemarie Dexter : Lucia
- Gaetano Quartararo : Midollo
- Mara Carisi : Mme Midollo
- Ida Serasini : la veuve Piattino
- Calisto Calisti : Torchio
- Dante Di Pinto : inspecteur de police

## Autour du film
Il s'agit du premier film de l'actrice britanno-italienne Rosemarie Dexter, laquelle tient le premier rôle féminin.